# Malhada (kommun i Brasilien)
Malhada är en kommun i Brasilien.   Den ligger i delstaten Bahia, i den östra delen av landet, 500 km öster om huvudstaden Brasília. Antalet invånare är 16 008.
Omgivningarna runt Malhada är huvudsakligen savann. Runt Malhada är det glesbefolkat, med 9 invånare per kvadratkilometer.